# 约翰·韦恩·盖西
约翰·韦恩·盖西（英語：John Wayne Gacy，1942年3月17日—1994年5月10日）是一名美国连环杀手和强奸犯。他在1972年和1978年之间，至少性侵和谋杀了33名年齡由14岁至21歲的男孩及年轻男性。盖西先後將29名受害者埋在他家的供电管道空间，3名埋在他房产的其他地方，并将最后4名已知的受害者的遗体丢弃在附近的河里。他被指控33次谋杀，并由于其中的12次谋杀被判死刑，于1994年5月10日被处决。
蓋西後来由于筹款活动、游行和兒童派對等慈善活动中扮演小丑，而他亦在这些活动中，装扮成一个他自己设计的形象“小丑坡格”，而讓大眾給予其著名外號——“杀手小丑”。

## 早年生活
约翰·韦恩·盖西出生在伊利诺伊州芝加哥，是约翰·斯坦利·盖西（John Stanley Gacy；1900年6月20日–1969年12月25日）和马里昂·伊莱恩·罗宾逊（Marion Elaine Robinson；1908年5月4日–1989年12月14日）的第二个孩子，盖西具有波兰和丹麦血统，而他们家是天主教徒。他的父亲是一名汽车修理工和一战老兵，母亲是家庭主妇。。他的祖父母(他们把家族的名字拼写为“加茨”（Gatza）”或“加卡”（Gaca）)从波兰(当时是德国普鲁士的一部分)移民到美国。

### 童年时期
孩提时代的盖西不爱运动且相当肥胖，与两个姐妹和母亲关系亲密。但因其父酗酒，經常对妻儿进行身体上的虐待，所以盖西與其父關係惡劣，相处困难。
父亲非常轻视他，并不断将他与姐妹们相提並論，他一直承受着“又廢又蠢（dumb and stupid）”的轻蔑标签.。在4岁时因为偶然地拆卸了他父亲组装起来的引擎而被父亲用皮带抽打。6岁的盖西从附近的商店偷了一辆小玩具卡车，之后他的母亲让他立即归还并跟店主道歉。而当他母亲将此事告知父亲后，盖西父亲用皮带鞭打了他，事后母亲试图保护儿子不受到他父亲口头和身体的虐待，而这个举动却让他的父亲常说他是“娘娘腔”和“妈妈的男孩”，并说他“长大后大機率会变成同性恋”。尽管受到虐待，盖西仍然爱他的父亲， 但感觉自己在父亲眼中“永远不够好”（"never good enough"）。
1949年，盖西9岁时，其父亲被告知，他儿子和另一个男孩被抓到性抚摸一个小女孩后，用磨剃刀皮带抽打他以示惩罚。同年，盖西被家人的一个朋友骚扰。这朋友是一个承包商，带盖西乘他的卡车出游然后对他进行了性骚扰. 但盖西因为他害怕父亲会责怪他，从未把这件事告诉他的父亲。
盖西因为其心脏健康問題，在学校不能参加任何体育运动。他當時只是一个普通学生，有着為數不多的朋友，还会偶尔被邻居家的孩子和同学们嘲讽和欺负。尽管如此，他还是常常协助学校出任监管员，并乐意主动替老师和邻居们跑跑腿。在盖西四年级时，他开始出現间歇性昏厥，因此有时不得不住院，并且在1957年还因为盲肠炎而住院。盖西声称自己估计在14到18岁之间共花了将近一年住在医院里，并认为这段离开学校的时间是导致其成绩滑落的因素。但他的父亲却怀疑这些事情都是盖西在博取同情，有次他甚至在儿子躺在病床上时还指责儿子在装。
在盖西的青少年时期，父亲对他身体上的虐待变本加厉。盖西的一位朋友（理查德·戴尔克）一次回忆講述，盖西的父亲喝醉后开始無理取鬧地对他大喊，然后开始打他。盖西的母亲试图缓和儿子和丈夫的矛盾。戴尔克回忆说，盖西只是“用双手保护自己”，从来没有在这些争吵中對他父亲還擊。
18岁时盖西开始参与政治，为當時一个民主党候选人担任助理分局队长工作。这一决定受到了他父亲更多的批评，指责他是“懦夫”。后来盖西自己推测，也许他当时一直试图从他人处寻求从来没有从父亲那里得到过的肯定。
同年盖西成为民主党候选人，盖西的父亲为儿子买了一辆车，但车一直在父亲名下直至是盖西完成了每月对车子还款。还款花了几年时间，而且一旦盖西不听从父亲的话，车钥匙还可能随时被没收。1962年，盖西在车钥匙被没收后又买了一套额外的钥匙来开车。他父亲对此事是的反应是直接拆掉了汽车的分电器盖，并把这些部件扣押了三天。盖西后来回忆说，这件事的结果让他“特别恶心”。在他的父亲更换分电器盖后，盖西驱车前往拉斯维加斯，在那里他先是在救护车服务中工作，后来又转到停尸房工作。他在那儿工作了3个月，后来又返回到芝加哥。在这个工作期间，盖西一直睡在防腐室后的一个小屋中。他曾看到殡葬员给尸体做防腐工作，后来更承认说，有一晚上，他独自呆在停尸房，爬进了一个年轻男性死者的棺材，拥抱并且抚摸了他的躯体，之后却感觉到巨大的冲击。
这次经历让盖西给他妈妈打电话，并且问他的父亲能不能允许他回家。他的父亲同意了，盖西当天就开车回到了芝加哥的家。尽管没有高中毕业，他还是一回家就进入了西北商学院就读并于1963年毕业。毕业后，盖西进入了纳恩布什鞋业公司担任一个管理实习位置。
纳恩布什鞋业有限公司在1964年把盖西调到伊利诺伊州斯普林菲尔德工作，最初作为一个销售员工作，后来晋升到部门经理。当年3月，他和他部门的同事玛丽莲·迈尔斯（Marlynn Myers）订婚，九个月后这对恋人在1964年9月结婚。玛丽莲·迈尔斯的父亲其后在爱荷华州滑铁卢购买了三间肯德基，他和妻子搬到艾奥瓦州滑铁卢以管理餐馆，同时也住进了他妻子的父母家。
盖西在追求玛丽莲的期间，加入了青年商会并努力为该组织工作，1964年4月被称作组织的“关键人物”。同年，盖西有了第一次同性恋经验。据盖西说，他在斯普林菲尔德青年商会的同事灌了他的酒，邀请他到自己家沙发去睡，并且对他进行了口交，而他是勉强同意这件事发生的。
到1965年，盖西已经上升到斯普林菲尔德青年商会副会长的位置同年，他被任命为伊利诺伊州第三位最优秀的青年商會會員（Jaycee）。

## 搬到爱荷华
盖西的岳父在1966年让他管理三个爱荷华州滑铁卢的肯德基餐厅。这个机会非常诱人，每年有15,000美元的固定报酬再加上提成。盖西接受了这个机会，在完成强制的管理课程后，他和妻子在当年秋天搬去了滑铁卢。
在滑铁卢，盖西加入了青年商会的地方分会，除了作为肯德基餐厅经理要每天工作12到14个小时以外，他还抽出时间定期为这个组织工作。虽然他的同事认为他野心勃勃还有点儿爱吹牛，他还是因为工作得不知疲倦而得到赞扬，尤其在几个筹款项目有不俗表现。 1967年，他被评为“优秀”的滑铁卢青年商会副会长。盖西在青年商会的会议上经常提供免费的肯德基，被他的同事们给予了“上校”的绰号。同年，他进入了滑铁卢青年商会的董事会工作。
在爱荷华居住期间，盖西的妻子生下两个孩子。儿子名为迈克尔，出生于1967年3月，随后1968年10月又得了一个女儿，取名为克里斯汀娜。后来盖西把他这一时期的生活描述为“完美”。他在生活中取得的成就最终得到了父亲的赞赏：他父亲在1967年来看望他的时候说，“儿子，是我看错你了”。
然而，这段时间的生活有它的阴暗面，充满了换妻、卖淫、色情和毒品。盖西被深深卷入了大量这样的活动，并欺骗他的妻子。据说他还在他的地下室开了一个“俱乐部”，允许员工在里面喝酒玩桌球。虽然他的餐馆雇用了许多少男少女，但他只与他的男性员工来往。当盖西对这些男性员工進行性挑逗前，会先让他们喝酒，當这些少年拒绝了他，他会将自己的行为解释为开玩笑。

### 初犯
在1967年8月，盖西第一次性侵犯了一个只有15岁的少年。少年名为唐纳德·福尔希斯（Donald Voorhees），是一名青年商会员工的儿子。盖西引诱少年到他家后，给福尔希斯播放了色情电影并灌了酒，说服福尔希斯对他进行口交。接下来的几个月，又有其他几个青年遭到性虐待，其中一个先是被盖西鼓励跟他妻子進行性交，后来即被勒索为盖西口交。一些青少年被盖西欺骗，以為他是在开展以“科研”為名的同性恋實驗，並在所谓的实验后得到了50美元的報酬。
在1968年3月，唐纳德·福尔希斯告诉他的父亲，盖西曾对他进行过性侵犯。老福尔希斯立即将此事通知了警方，盖西随即被逮捕，并被指控与福尔希斯犯下性悖軌罪并曾袭击一个名叫爱德华·林奇（Edward Lynch）的16岁少年。盖西强烈否认了这些指控，并要求采取测谎测试。这一请求得到了批准，尽管结果表明盖西在否认对福尔希斯或林奇犯下的任何不法行为时有说谎表现。
面对种种指控，盖西否认自己有任何不法行为并坚持对他的指控是出于政治动机，因老福尔希斯曾反对提名盖西任命爱荷华青年商会会长。几个青年商会的同乡认为盖西说的是可信的，并且团结起来支持他。然而在1968年5月10日，盖西仍然被起诉性悖軌罪。
盖西在1968年8月30日，说服他的一个员工，一个18岁的名叫罗素·施罗德（Russell Schroeder）的男孩攻击唐纳德·福尔希斯并承诺了300美元的酬劳，目的是阻止唐纳德对即将到来的审判上作证。罗素答应了之后，引诱福尔希斯到僻静处，把盖西提供的自卫喷雾噴向福尔希斯的眼睛然后揍了他一顿，同时一边嚷嚷着不许福尔希斯在对盖西的审判中作证。
福尔希斯立即报了警，确定是施罗德攻击了他後第二天，警察逮捕施罗德。施罗德刚开始否认跟此事有任何牵连，后来还是承认了在盖西的授意下殴打了福尔希斯。盖西被逮捕并被指控聘请施罗德殴打和恐吓福尔希斯。9月3日，盖西在艾奧瓦州立大学的精神病医院接受精神病评估，两名医生花了17天检查盖西并得出结论：他具有反社会人格，难以治愈且其行为模式可能使他反复与社会产生冲突。医生还断定他在精神上有能力接受审判。

## 定罪和监禁
听取了律师的意见后，盖西于1968年11月7日的正式提审上承认了对唐纳德·福尔希斯犯下的性悖軌罪行，但不承认对其他青年的行为。在法官面前，盖西争辩说，他和福尔希斯确实发生了性关系，但他坚持是福尔希斯主动提供的性服务，而他自己只是出于好奇尝试了。他的说法没有被采纳。尽管他的律师提出了假释的建议，盖西仍然被定罪为性悖軌，并于1968年12月3日判处在艾纳摩萨州立监狱服刑十年。 盖西被判刑的当天，他的妻子诉请离婚，要求占有家财、房产及后续的赡养费。法院作出了有利于盖西妻子的裁定，于在1969年9月判定二人离婚。后来盖西再也没有见过他的第一任妻子或子女。

## 假释
盖西在18个月监禁后获得了假释机会，有12个月的假释保证期。他对接自己出狱的一个朋友说，他打算在滑铁卢重新做人。然而，他获释的24小时内，盖西选择搬到芝加哥与他的母亲生活在一起。他在6月19日抵达芝加哥，并在一家餐馆当上了快餐厨师。
在1971年2月12日，盖西被指控对一个十几岁的男孩进行性侵犯。男孩声称，盖西將他诱骗到芝加哥的灰狗巴士总站的車上，并试图迫使他进行性行为。后来男孩未能出庭因而控诉被驳回。爱荷华假释局没有重视这件事（这违反了他的假释条件），并且盖西的以往定罪纪录随后被密封。他在1971年10月恢复了正式公民身份，把自己的犯罪纪录藏匿起来，直到警方后来开始因谋杀案对他进行调查。
在母亲的资助下，盖西在库克县的非建制地區诺伍德公园鄉买了一栋房屋。這棟位於萨默代尔（Summerdale）大道西8213號的房子是他被逮捕前一直居住的地址，在这个地方还发生了他犯下的所有已知的谋杀案。 1971年8月，盖西和他的母亲搬家后不久，他与一个带有两个年幼兒女的離婚婦人卡罗尔·霍夫（Carole Hoff）订婚。订婚后不久，未婚妻搬进了他家，在1972年7月1日举行婚礼前不久，盖西的母亲搬出了这栋屋子。
婚礼前一个月，盖西再次被捕。一个年轻人向警察控诉，盖西戴着警长徽章伪装成警务人员，将年轻人诱骗到他的车里并强迫他口交。但在这个控诉者企图凭指控敲诈盖西后，指控被驳回了。

## 商人和社区志愿者
婚后，盖西的新妻子和继女搬入了萨默代尔大道的房子。1972年，盖西辞了厨师工作，并开始了他自己的建筑业务，公司名为PDM承建商（PDM为，即“上漆、装修及保养”的缩写）。最初的业务是小型维修工作，例如画标志，浇注混凝土和装修，但后来扩大到包括室内设计、改造、安装、装配和園林綠化等项目。到1978年，PDM的年营业额总值达到二十萬美元。
1973年，盖西和PDM承包商的雇员前往佛罗里达州查看盖西购买的资产。第一个晚上两个人独自在佛罗里达州，盖西在他们的酒店房间强暴了青年雇员。第二天这个青年拒绝留在盖西的酒店房间，寧願在沙滩上睡。回到芝加哥后，这名雇员驱车前往盖西家并在他家院子里打了他一顿。 盖西的岳母阻止了青年对盖西的进一步攻击，之后青年驾车离去。 盖西对妻子解释说，他因為這位青年的工作品質糟糕而拒绝支付报酬才遭到毆打。
对于诺伍德公园的邻居们来说，盖西以合群和乐于助人而出名：他在当地社区非常活跃，并从1974年开始举办一年一度的夏季派对。他在民主党政治中也非常活跃，最先开始免费提供他的员工的劳务服务。盖西因社区服务而被奖励，由此被任命为诺伍德园乡路灯照明委员会成员，随后他又获得了选区队长称号。1975年，盖西被任命为芝加哥一年一度的波兰宪法节游行主任。这是一个一年一度的盛事，他从1975年到1978年负责监督该活动。通过他的工作与游行，盖西会见并与当时的第一夫人罗莎琳·卡特合影留念。卡特在照片后签名：“向约翰·盖西致以最良好的祝愿。罗莎琳·卡特”这一事件后来令到美国特勤局大失体面，因为可以看到照片中的盖西戴着“S”型针，表示已从特勤局收到特許。
通过加入本地一个駝鹿俱乐部，盖西了解到一个“快活小丑”（Jolly Joker）俱乐部，俱乐部成员会打扮成小丑定期进行筹款活动、游行并为住院儿童带來娱乐。1975年底，盖西加入“快活小丑”，并创造了自己的小丑形象 “小丑坡格”（Pogo the Clown），设计自己的服装和小丑妆。在嘴巴边缘，盖西涂上了带尖角的边界，和专业小丑的通常妆容相反。盖西经常以小丑坡格的形象参与到众多本地聚会和慈善活动，他还经常提到自己给儿童医院带來的娱乐，不过没有证据表明他曾这样做过。有好几次，盖西身着小丑装束参加到 “好运休息室”（The Good Luck Lounge）中，解释说他刚刚扮演成坡格，只不过是在回家路上停下来参加社交活动。
到1975年，盖西对他的妻子承认自己是双性恋者。母亲节当天，他在做爱后告诉她，他们将永远不会再有性行为。之后他开始在大多数晚上离开家，直到清晨时分才返回，借口说他一直工作到很晚。他的妻子发现盖西将十几岁的男孩带到他的车库里，还发现屋内有同性恋色情刊物。在1976年3月，双方协议离婚。

## 谋杀案件
1972年1月2日，盖西在芝加哥灰狗巴士總站搭讪一位15岁的名为蒂莫西·麦科伊（Timothy Jack McCoy）的年轻人。盖西带着这位从密西根到奥马哈旅游的男孩在芝加哥观光。盖西当晚把麦科伊带回了家，并承诺这个男孩第二天会及时送他去车站赶公共汽车。第二天早上盖西醒来的时候发现麦科伊站在他的床边，手里拿着一把菜刀。盖西从床上跳了起来，而麦科伊不小心割伤了盖西的前臂並留下疤痕。盖西从麦科伊手中抢过了菜刀，数次将其头部撞击卧室的墙壁。最后盖西一脚踢飞麦科伊。麦科伊回击，盖西抓住他并数次用菜刀刺向他，直到麦科伊死亡。盖西说后来他走到厨房时才发现麦科伊做好了早餐，无意中带着菜刀去他卧室中喊他起床。盖西将麦科伊的尸体埋在地板下，并在上面加固了一层水泥。
在1980年代对他的一次采访中，盖西说在杀害麦科伊后，他感到“精疲力尽”，但同时也说在杀害麦科伊时，他感到自己到达了性高潮。他说：“那时候我才意识到原来死亡能带给我最大的快感”。
盖西的第二次杀人案发生在1974年1月。受害者是一位身份不明的青少年，皮肤略带棕色，头发卷曲，大概在15到17岁之间。他是被盖西勒死的。在尸体被埋葬之前，盖西将其安置在壁橱里。盖西后来称尸体在被藏匿于壁橱时，口鼻中流出的液体弄污了他的地毯。所以在以后的犯案中，他一般都会用布条或者受害者的内衣裤塞入他们的口中以避免同样的事情发生。这位未知的受害者被埋葬在离盖西的后院中的烧烤架大概15英尺的地方。
1975年，盖西的事业得到了极大的发展。他开始每天工作12个甚至是16个小时来完成他签订的合同。他的雇员中大部分都是中学生或者是年轻的男性。其中一位是15岁大的東尼·安东努奇（Tony Antonucci）。他于1975年5月成为盖西的雇员。在当年七月，盖西来到这个男孩的家里。安东努奇前一天因为工作弄伤了脚，独自在家休养。盖西灌了他很多酒，然后将其击倒在地，并把男孩的双手铐在其身后。安东努奇右手腕的手铐有些松弛，在盖西离开房间之后男孩取下右手手铐。当盖西回来的时候，安东努奇一拳击在他脸上，将其摔倒在地，并用手铐铐住他。盖西大声咒骂男孩并口出威胁，但随即冷静下来，承诺安东努奇打开手铐的话他会立即离开安东努奇的房子。男孩同意了，盖西也随即离开了。
这次事件发生一周后，也就是1975年7月29日，盖西的另一位雇员，17岁的約翰·布特科維奇（John Butkovich）离奇失踪。在他失踪的前一天，因为盖西拖欠了两周的工资，布特科維奇对盖西进行了威胁。事后盖西承认用解决工资为由诱使布特科維奇到他家并勒死了他。当时盖西的妻子和继女都不在家，他们去阿肯色州去看望他的姐姐。盖西将死尸藏在车库的水泥地下。
布特科維奇的轿车之后被遗弃在一个停车场中。布特科維奇的父亲打电话给盖西，后者说他很乐意帮忙但很遗憾布特科維奇竟然“离家出走”。对于布特科維奇的失踪，警方也传讯过盖西，盖西说布特科維奇和他的两个朋友曾经因为工资问题去过他家，但他们在解决工资问题后已经离开了。此后，布特科維奇的父母给警方打了不下100次电话，希望警方继续深入调查盖西。
8个月后，盖西和第二任妻子离婚。因为现在独自拥有房子，他开始大开杀戒。从1976年5月到8月，盖西至少杀害了八名年轻男性，其中有两位现在还无法识别身份。七名被埋在地板下。其中的四名埋在洗衣间下（洗衣间下还埋葬了盖西之后杀害的一位青少年）。一位埋葬在盖西的饭厅地板下。在这期间被杀害的八名青年人中的六位身份已经得到辨明，年龄都在14岁到18岁之间。而另两位身份无法辨明的青少年，年龄分别在15到19岁和22到30岁之间。
1976年7月26日，盖西雇佣了18岁的大衛·克拉姆（David Cram）。同年8月21日，克拉姆搬去与盖西同住。第二天，当克拉姆酒醉后，盖西骗克拉姆戴上了手铐，然后告知克拉姆他要强奸他。克拉姆曾在军队里呆了一年，一脚将盖西踢倒在地。一个月后，盖西出现在克拉姆的卧室中，仍然想强暴克拉姆。盖西说：“大卫，你不知道我是谁。你最好给我我想要的。”克拉姆拒绝了盖西，盖西离开了他的卧室。之后克拉姆搬出了盖西的家，同时也辞去了PDM公司的工作。

## 调查
1978年12月11日，盖西来到一家位於德斯普兰斯（Des Plaines）药店与店主菲尔·托夫（Phil Torf）商讨事宜。在與店老板商讨一项潜在的交易时，一名15岁的雇员羅伯特·杰尔姆·皮斯特（Robert Jerome Piest）偶然听到了他们的对话并得知盖西的公司雇佣青少年。
在盖西离开后，皮斯特告诉其母亲“有个承包商想和我讨论一份工作”。皮斯特离家，并说自己很快会回来。然而之后他却失踪了。皮斯特的父母向当地警局申报了他们儿子的失踪案。药店主人提及盖西就是这名承包商，而皮斯特极有可能就是和他商讨工作的事情。
当警方调查盖西时，盖西否認和皮斯特谈过话，同时他谎称因为他的叔叔过世，他不得不晚些时候才能去警局去证明他的清白。第二天凌晨三時半时，盖西全身是泥巴来到了警局，声称他遇上了车祸。那天，他否認他和皮斯特的失踪案有关，也否認将提供给他一份工作。
但是德斯普兰斯警方却深信盖西和皮斯特的失踪案有关，因而对其记录进行了调查，发现其在芝加哥有过案底，并在爱荷华州因为强奸青少年曾被判决入狱。在申请了搜查令之后，警方对其房屋进行了搜查并发现了一些嫌疑物品：一个刻有的1975年高中畢業紀念戒、不同的驾驶执照、手铐、一塊有末端有洞的木板、針筒、关于男同性恋及戀童的书籍、对于盖西来说过于小的衣服、一把6mm口徑的Brevettata起步槍和皮斯特工作的药店的收据。警方决定没收盖西的奥斯莫比（Oldsmobile）汽车和其他PDM公司的机动车，同时派出两组由两人组成的監視组去跟踪盖西。
第二天，调查者们接到了来自米高·罗西（Michael Rossi）的电话，得知格雷戈里·戈奇克（Gregory Godzik）和查爾斯·哈图拉（Charles Hattula）（另一位盖西的雇员）的尸体在前一年在一条伊利諾伊州的河流中被发现。
12月15日，德斯普兰斯对于盖西的前科案件有了更深入的调查，得知杰弗里·里格纳尔（Jeffrey Rignall）曾报案说盖西引诱其上了他的车并遭受他的虐待和强暴；在与盖西前妻对话中，警方得知了約翰·布特科維奇的失踪案。同时，在盖西家找到的戒指也被证明了是失踪男学生約翰·A·西茨（John A. Szyc）的戒指。同时调查者们也注意到了盖西的一名员工开着和西茨相似的汽车，调查证明了此车之前属于西茨。
12月17日，警方与米高·罗西进行了一次正式的会谈，得知盖西将西茨的汽车卖给他是因为后者称西茨需要钱搬到加利福尼亚州。同时，对盖西的奥斯莫比汽车调查中，警方发现了一小撮有可能是人类头发的纤维组织。这些纤维被送去进行检查。当晚，警方使用三条受训警犬调查皮斯特是否曾在盖西的汽车里出现过。其中的一条警犬躺在盖西的奥斯莫比汽车的乘客座上，向警方暗示皮斯特的尸体曾出现在这里。
12月20日，盖西开车去找他的律师萨姆·阿米蘭特（Sam Amirante）。一到达目的地，他就要求对方给他一瓶酒。在回途中，阿米蘭特问他和调查者谈得怎么样了，他指着一份《每日先驱报》（the Daily Herald），告诉他的律师“这个男孩已经死了，他在河里。”。
在最后的几个自由的小时里，盖西已经知道自己的逮捕是不可避免的了，他试图拜访自己的朋友并向他们告别。离开了律师办公室，他开车前往加油站，在那里给他的租车加了油，并递给加油工蘭斯·雅各布森（Lance Jacobson）一小包大麻。雅各布森将大麻交给警方并告诉警方盖西对他说“我的末日即将来临，这些人会来杀我”。盖西然后驱车去了一位同行罗纳德·罗德（Ronald Rhode）家中。在那里，他拥抱了他的朋友，老泪纵横：“我杀了三十个人”。然后他开车去找米高·罗西和大衛·克拉姆。在他开车的时候，警方注意到他拿着一串玫瑰念珠，一边开车一边祈禱。
第二天，警方获得了第二次搜查令。考虑到盖西之前的反常行为，警方担心盖西会自杀，就以非法藏匿和分发大麻的罪名将其逮捕。

## 逮捕和自白
在被告知警方在他的地下管道空间发现了尸体，且自己将面临谋杀指控后，盖西告诉警方想“清洁空气”，并且说道，自己在律师办公室的沙发上呆了一晚上后，明白被捕已经是不可避免的了。
在11月22日凌晨，盖西向警方自首，他承认直到1972杀害了大约25至30人。这些人大多是逃亡者或者男妓，都是盖西从芝加哥车站或者街上找到然后诱骗到家里的。他要不就是向这些人承诺给予工作和报酬，要不就是干脆用暴力绑架他们。
一旦回到盖西的家里，受害者会被戴上手铐或以其他方式绑住，在被性侵犯的时候会被绳子勒住嘴。盖西常常会在受害者的嘴里放布料以阻止他们尖叫，很多受害者都是被止血带勒死的，盖西将此称为“绳子戏法”。有时，受害者被绳子勒死之后会痉挛一两个小时。警方发现两具被盖西绑起来的尸体之后，问盖西他到底为什么要这么做，他说这是他在得知休斯顿大屠杀之后受到的启发。

受害者通常被单独引诱到他家里，不过出现过三次盖西所谓的“双捕”的情况，也就是一晚上同时杀害两名受害人。
大多数受害者被抛尸在盖西家里的地下道空间。他会定时将生石灰倒进去，以促成尸体的分解。盖西说他已经不知道埋了多少受害者在那里，而1978年杀害的最后5名受害者都被他从55號州際公路大桥扔进了德斯普兰斯河，因为他的地下道空间已经装满了尸体。被问及罗伯特·皮埃斯特的时候，盖西对自己勒死青年的事实供认不讳，并补充说他在当时还被一个同事的电话打断。他也承认把皮埃斯特的尸体扔进了德斯普兰斯河，并且说，当他处理完尸体赶去跟德斯普兰斯的官员赴约时，发生了一起轻微的交通事故，因此在12月13日凌晨披头散发地来到当地警局。他还供认说，他把约翰·布特科维奇的尸体埋在了自己的车库里。盖西画了一个地下室示意图来帮助警方搜寻埋藏的尸体。

### 寻找受害者
12月22日，在警察的陪同下，盖西回到他的房子，并向警方指明布特科维奇的尸体藏在车库中的位置。之后警察开车到55號州際公路大桥，也就是盖西抛尸皮埃斯特和其他四个受害者的地方。

1978年12月22日到29日，共有27具尸体从盖西的房屋中被找到。其中有26具是在地下道空间被发现的，另有1具约翰·布特科维奇的尸体被发现埋在车库的混凝土地板下。由于芝加哥的严冬降雪，1979年1月挖掘被暂时推迟，到三月重新开始挖掘，尽管盖西坚持说所有埋在房屋里的遇难者遗体都已被找到。
3月9日，第28个受害人的尸体在一个靠近后院烧烤架的坑里被发现，被几个塑料袋装着。他左手无名指有一个戒指，表明他可能已经结婚。一个星期后的3月16日，另一名受害者的遗骸被发现埋在饭厅的地板下，使盖西房屋里的遗体总数达到29。一个月后，盖西的房子被拆毁。
另外3具遗体在1978年6月到12月之间相继在德斯普兰斯河里发现，也被证实是盖西的受害者。
一些尸体被发现的时候，脖子上仍然系着勒死他们的绳子。在其他情况下，布料从嘴一直堵到受害者的喉咙深处，调查表明有些受害者不是死于勒扼而是死于窒息。在某些情况下，有一些比如处方药瓶的外來物品在受害者的骨盆区被发现，这表明这些东西是从肛门塞入的。有一些受害者是以其與PDM公司的已知關係而確認身份的，另一些则由于个人物品在萨默代尔大道8213号被发现而被确认身份。其中一名遇害者，17岁的迈克尔·博寧（Michael Bonnin）在1976年6月3日在从芝加哥行驶到沃基根的路上失踪，因他的漁業捕捞许可证在盖西家中被发现而被确认受害； 另一个青年，蒂莫西·奥罗克（Timothy O'Rourke），曾在失踪前与人谈及得到了一个承建商提供的工作。盖西的受害者中年龄最小的塞缪尔·斯台普顿（Samuel Dodd Stapleton）和迈克尔·马里诺（Michael Marino），两人都年仅14歲。年纪最大的是罗素·纳尔逊（Russell Nelson）和詹姆斯·马扎拉（James Mazzara），都是21岁。受害者中有7名的身份至今未得到确认。
1979年4月9日，罗伯特·皮埃斯特的尸体在德斯普兰斯河岸被发现，验尸报告说明在他生前喉咙里曾被堆满了纸张类材料。

## 审讯
1980年2月6日，盖西被带到审判庭上，受到33个谋杀指控。
在审判之前一年，在他的辩护律师的请求下，盖西花了300多个小时在梅纳德惩教中心（Menard Correctional Center）接受各种心理测试，以确定他是否在精神上有能力接受审判。
盖西曾试图说服医生自己患有多重人格障碍。他的律师试图以他精神错乱为由证明他无罪，并请了一些研究过盖西的精神病专家来作证。三个精神病专家出现在审判上，作证说盖西是偏执型精神分裂症，也是多重人格障碍患者。
控方认为盖西是理智的，并且完全能控制自己的行动。控方邀请了几个证人，作证说盖西有既定的谋划和行为来逃避侦查，更找来医生辩护说自己有多重性格和精神错乱。两名证人都是PDM的员工，他们说盖西曾迫使他们在自己的地下道空间挖道。这些员工之一，迈克尔·罗西，作证说，在1977年8月，盖西用棍子在地下道空间标记了一个位置，并告诉他要挖一条排水沟渠。
当被问及他在地下道空间的挖掘时，盖西房屋的示意图在法庭上被展示出来。图中显示尸体在地下道空间和房屋其他地方被发现，并且指示出一个被称为“13号遗体的”身份不明的受害者的位置。罗西说，他没有再挖别的沟渠，但按照盖西的要求监督其他PDM的员工继续在地下道空间里深挖。
罗西也作证说，盖西会定期视察地下道，以确保员工的挖掘不偏离他所标示的位置。被捕后的盖西说，他只挖了5个受害者的坟墓，后来都是让员工（包括格雷戈里·戈奇克）继续挖的，这样他才“有足够多的坟墓”。
在审讯的第三周，盖西的辩护团队提出一种可能性，即这33次谋杀都是色情行为的意外窒息至死。库克县验尸官反驳道，有证据表明这种说法是不可能的。
2月29日，一名在1967年受到盖西的性侵犯的青年，唐纳德·福尔希斯，作证说曾受到盖西的残酷对待并且其后还被盖西雇佣的一个青年使用喷雾攻击，以阻止他出庭作证。这个青年努力尝试简要说明问题，但被请下证人席之前都没有成功作证。
罗伯特·唐纳利（Robert Donnelly）在福尔希斯出庭的一周后作证说，他在1977年12月也受到了盖西的虐待。在唐纳利回忆盖西的暴行时明显表现出焦躁情绪，并数次几近崩溃。在他作证时，盖西一再嘲笑唐纳利所付出的代价，但青年完成了他的证词。盖西的辩护律师之一罗伯特·莫塔（Robert Motta）在唐纳利作证中盘问他，企图抹黑他的证词，但唐纳利一点也没有动摇。
在审判的第五周，盖西给法官加利坡（Garippo）写了一封私人信件，要求宣布这次审判无效并提出了几点理由，包括他并不同意律师的以精神错乱来抗辩，他的律师未允许他采取证人立场，他的辩护没有足够多的证人，警方在他被捕后对侦探作出声明一事撒谎来为他们自己服务等等。加利坡法官回复说，根据法律规定盖西有权在向法官表明意愿后作证。
3月11日，控方和辩方律师的最终辩论开始。检察官特里·沙利文（Terry Sullivan）首先要求对盖西虐待青少年的历史进行概述，还有他努力想避免侦查并将幸存的受害者——福尔希斯和唐纳利——称为“活死人”（living dead） 。
在长达四小时的陈述后，律师萨姆·阿米兰特和罗伯特·莫塔开始为盖西辩护。莫塔和阿米兰特反对由控方提供的医生证词，试图把盖西塑造成一个“被无法控制的冲动驱使的人”。为了支持这种说法，辩护律师数次引用了辩方医生的证词，并称盖西行为的心理动因应当受到研究。
在阿米兰特和莫塔的辩护之后，威廉·昆科（William Kunkle）再次为控方作证。昆科称辩方提出的精神错乱一说是“虚假的”，提出了可以证明盖西的逻辑思维能力和行为控制力的事实。昆科还提到一个曾在1968年为盖西做检查的医生的证词，这名医生将盖西诊断为反社会人格，可以犯下罪行而丝毫没有悔意。昆科说，如果这名医生的建议被重视，盖西就不会得到释放。在陈述的末尾，昆科展示了22名受害者的照片并要求陪审团不可同情盖西而须“坚守正义”。昆科又向陪审团要求道，“盖西有多‘同情’这些逝去的生命，你们就应当有多‘同情’他”，之后把照片扔在审判现场作为证据的地下道活板门上。在昆科完成了他的证词后，陪审团退下以考虑裁决。
陪审团审议了一个多小时，认为盖西犯下33个谋杀罪，且犯下性侵犯和猥亵儿童罪行。翌日，控方和辩方都向陪审团提出了裁决建议：控方要求判处死刑，依据是伊利诺伊州法规规定每个谋杀罪都须偿命，该法规在1977年6月生效；而辩方要求判处终身监禁。
陪审团商议两个多小时后，判处盖西死刑。

## 执行死刑
在1994年5月9日上午，盖西从梅纳尔惩教中心被转移到斯泰特維爾懲教中心执行死刑。当天下午，他被允许在监狱里与他的家人的进行野餐。当天晚上，他與一名天主教神父祈祷，之后被押解到的斯泰特維爾执行室执行注射死刑。
执行开始前，注射用的化学品意外凝固，堵塞了针管，使得执行程序变得相当麻烦。把百叶窗拉上以避免围观后，执行小组更换了堵塞的针管。10分钟后，百叶窗被重新打开且完成了死刑的执行，整个过程花了18分钟。执行医师将此归咎于监狱官员经验不足，指出了如果执行程序正确就不会发生这种麻烦事。显然，这个错误导致伊利诺伊州后来寻找了注射毒针的替代方法。在这个问题上，盖西的监控人员之一，威廉·昆科说道：“他仍然得到了比他的任何受害者更容易的死亡。在我看来，他应该死得更难受一些，不过更重要的是他为罪行付出了生命的代价。”
根据公布的报告，盖西已被确诊為精神病患者，他對自己的罪行并没有表示任何的悔恨。他的最后陈述说，判处他死刑是不会弥补别人的损失，并认为这判決其实是針对他的谋杀。据报道，他最后的一句话只是“见鬼去吧”（Kiss my ass）。
死刑的围观人群估计超过1000，聚集在惩教中心周围。其中大部分是都宣称赞成死刑，虽然现场也出现了反死刑示威者。有些支持死刑的人穿着画有盖西以前在社区服务里使用的小丑形象的T恤，上面印着标语说“别为小丑哭泣”，而反死刑抗议者只是沉默地举行了一场烛光守夜。
1994年5月10日上午12時58分，在盖西确认死亡后，他的大脑被移出。这是海伦·莫里森（Helen Morrison）博士的建议，她曾采访盖西和其他连环杀手，希望能发现暴力反社会人格所具有的共同特质。盖西被执行死刑后，大脑检查没有发现任何异常。

## 他的作品
盖西的执行后的几个月，他的许多画作被拍卖。共有十九幅由经销商史蒂夫·科斯卡尔（Steve Koschal）售出，他曾直接从盖西处购买许多画作。销售价格从195美元到9500美元不等。一幅画有迪士尼七个小矮人与芝加哥小熊队打棒球的作品已经由无数的棒球名人堂成员亲笔签名，虽然科斯卡尔承认签名者并不知道画家的身份。有些画作被购买之后立即被毁掉，25幅画在1994年6月于在伊利诺伊州內珀維爾被约300人烧毁，其中包括9名盖西的受害者家属。
自1980年以来，盖西的作品展览持续举行。有批评称盖西得到了作品销售的回报，而盖西反对这种说法，声称他的作品，旨在“给人们的生活带來欢乐”。2011年，拉斯维加斯艺术长廊以4,500美元售出盖西的自画像《再见坡格》和其他73幅盖西的彩画、素描及为各种慈善组织录下的音频等等。全国犯罪受害者中心要求画廊停止在销售中使用其名。

## 其他趣聞
英國研究人員傑佛瑞·迪恩(Geoffrey Dean)曾利用約翰·韋恩·蓋西的出生時間、日期與地點偽造成自己的個資，並拜訪五位占星術專業學家，向對方表示自己很喜歡與年輕人共事，並請求對方占卜自己的職場未來，結果所有的占星師都留下「前途一片光明」「善良體貼」「可以啟發年輕人的特質」等正向積極的占卜結果。

## 书籍和期刊

### 引用作品
- Amirante, Sam L.; Broderick, Danny. . Skyhorse. 2011  [2021-10-08]. ISBN 978-1-61608-248-2. （原始内容存档于2021-10-15）.
- Berry-Dee, Christopher. . John Blake. 2009  [2021-10-08]. ISBN 978-1-85782-648-7. （原始内容存档于2021-10-15）.
- Berry-Dee, Christopher. . Simon & Schuster. 2008  [2021-10-08]. ISBN 978-1-569-75943-1. （原始内容存档于2021-10-16）.
- Berry-Dee, Christopher. . 2007.
- Cahill, Tim. . Bantam Books. 1986. ISBN 0-553-05115-6. OCLC 12421532.
- . London, England: Marshall Cavendish. 1990. ISBN 0748514546. |issue=被忽略 (帮助)
- (11). London, England: Marshall Cavendish. 1997. ISSN 1364-5803.
- Evans, Colin. . 2007. ISBN 978-0-471-07650-6.
- Foreman, Laura; The editors of Time-Life Books.  Hardcover. Time-Life. 1992. ISBN 978-0-7835-0001-0.
- Greene, David; Williams, David. . CRC Press. 2013. ISBN 978-1-439-85134-0.
- Hare, Robert D. . New York City: Guilford Press. 1999. ISBN 978-1-57230-451-2.
- Linedecker, Clifford L.  First. St. Martin's Press. 1980. ISBN 0-312-51157-4. OCLC 5564916.
- Linedecker, Clifford L.  Paperback. St. Martin's Press. 1986. ISBN 0-312-95228-7.
- Tim Newburn (编). . 1989.
- Olsen, Jack. . Simon & Schuster. 2008. ISBN 978-1-439-12870-1.
- Peck, Dennis L.; Dolch, Norman Allan. . . Greenwood. 2001. ISBN 0-275-97057-4. OCLC 43694355.
- Ressler, Robert; Schactman, Tom. . New York: St Martin's Press. 1992. ISBN 0-312-95044-6. OCLC 27658115.
- Stone, Michael; Brucato, Gary. . Prometheus Books. 2019.
- Sullivan, Terry; Maiken, Peter T.  Paperback. Pinnacle. 2000. ISBN 0-7860-1422-9. OCLC 156783287.
- Taylor, Troy.  Paperback. Stackpole Books. 2009. ISBN 978-0-811-73562-9.

### 延展阅读
- Killer Clown: The True Story of John Wayne Gacy, by Aimee Baxter. ISBN 978-1-973-75535-7
- John Wayne Gacy: Hunting a Predator （页面存档备份，存于）, by John Borowski. ISBN 978-0-997-61406-0
- Johnny and Me: The True Story of John Wayne Gacy, by Barry Boschelli. ISBN 1-4343-2184-3
- A Question of Doubt: The John Wayne Gacy Story, by John Wayne Gacy. ISBN 1-87886-503-X
- The Chicago Killer: The Hunt for Serial Killer John Wayne Gacy, by Joseph R. and Karen M. Kozenczak. ISBN 1-4010-9532-1
- Unfinished Nightmare: The Search for More Victims of Serial Killer John Wayne Gacy, by Chris Maloney. ISBN 978-1-466-08031-7
- The Last Victim: A True-Life Journey into the Mind of the Serial Killer, by Jason Moss.ISBN 0-7535-0398-0
- 29 Below （页面存档备份，存于）, by Jeffrey Rignall and Ron Wilder. ASIN B0006XG56Y
- Destination Gacy: A Cross-Country Journey to Shake the Devil's Hand, by Nancy Rommelmann. ISBN 978-1-940-83838-0

Template:身分不明的遺體